# Renzo De Felice
Renzo De Felice (Rieti, 8 avril 1929 – 25 mai 1996) est un historien italien, spécialiste du fascisme.

## Biographie
Renzo De Felice étudie l'histoire à l'université de Rome, où il est l'élève de Federico Chabod (1901-1960), sous la direction duquel il soutient sa thèse de doctorat, consacrée aux courants de pensée politique au cours de la Première république romaine. Il est ensuite influencé par l'historien et germaniste Delio Cantimori (it) (1904-1966), avec lequel il restera lié. Cantimori préfacera plusieurs de ses publications.
Sur le plan strictement politique, De Felice adhère au Parti communiste italien au début des années 1950, puis signe en 1956 le manifeste des 101 qui exprime la distance que prennent une grande partie des membres du parti vis-à-vis de l'Union soviétique après la répression violente de l'insurrection de Budapest ; comme beaucoup des signataires, il finit par quitter le Parti communiste et par évoluer peu à peu vers des positions libérales-conservatrices.
En 1972, il part à Rome enseigner à l'université La Sapienza, où il enseigne d'abord l'histoire des partis politiques, puis la science politique, avant d'obtenir en 1986 la chaire d'histoire contemporaine. Il a notamment pour élèves un autre historien considéré comme spécialiste du fascisme, Emilio Gentile, et Giovanni Sabbatucci.
Pendant longtemps, ses travaux restent réservés aux milieux universitaires et académiques. Mais il devient un personnage public avec la parution, en 1975, d'un petit livre d’entretiens consacrés au fascisme, facile à lire et qui va avoir beaucoup de succès : Intervista sul fascismo. Il va alors être soupçonné ou même accusé de vouloir réhabiliter sournoisement le fascisme. Pour se défendre, De Felice, qui jusqu'alors s'est cantonné aux bibliothèques et aux universités, va utiliser habilement les médias : il accorde de nombreux entretiens aux journaux, aux radios et à la télévision, et ainsi devenir connu du grand public.
Il est considéré comme l'historien italien du XXe siècle le plus connu en Italie et dans le monde.

## Travaux

### Le jacobinisme italien, l'illuminisme et le mysticisme révolutionnaire
Les grands thèmes sur lesquels il travaille sont d'abord, de 1953 jusqu'au début des années 1960, le jacobinisme italien, la République romaine de 1798, l'illuminisme et le mysticisme révolutionnaire en France et en Italie à la fin du XVIIIe siècle.
De Felice considère que la mentalité moderne néglige le fait mystique et le considère comme un hasard étranger au développement historique concret. Or, selon lui, l'essentiel n'est pas tant de savoir ce que les révolutionnaires pouvaient penser de la religion que d'arriver à reconstituer la manière dont ils ont vécu la Révolution. Pour lui il n'y a pas de doute que l'écrasante majorité des révolutionnaires a vécu la Révolution de manière profondément « religieuse », quelle que soit leur origine idéologique.
Au sein du jacobinisme, les deux aspects qui intéressent le plus De Felice sont, d'abord, le moment irrationnel, lui aussi d'une certaine manière « religieux » et « apocalyptique », et, ensuite, la formation d'une nouvelle culture politique de masse. Ce phénomène annonce selon lui toutes les techniques modernes de formation de l'opinion publique, de suggestion des masses et de « fabrication du consensus ».

### Une relecture du phénomène fasciste
Puis il passe à l'étude du phénomène fasciste.
Renzo De Felice est connu pour sa volumineuse biographie de Mussolini, toujours inachevée à sa mort. Il a également fondé la revue Storia Contemporanea (it). Il s'est principalement intéressé au fascisme. De Felice distingue le « fascisme en tant que mouvement » et le « fascisme en tant que régime ».
Pour lui, le fascisme, en particulier en tant que mouvement, est une idéologie révolutionnaire correspondant aux attentes de la classe moyenne, qui s'enracine dans la philosophie des Lumières. Le fascisme ne profite pas de la peur des classes moyennes, mais plutôt d'une tentative de leur part pour monopoliser le pouvoir. Pour De Felice, le fascisme reste une idéologie politique valide, qui ne peut ni ne doit être diabolisée ou réduite suivant les termes d'une rhétorique qu'il juge « marxiste ».
Enfin, il ne voit pas vraiment de lien, ou de possibilité de comparaison valable entre le fascisme italien et le national-socialisme allemand, qu'il considère comme radicalement différents. Les conclusions controversées de De Felice lui valurent de nombreuses critiques, certains, comme Giuliano Procacci, Paolo Alatri (it) et Nicola Tranfaglia, voyant même dans ses travaux une apologie du fascisme.

## Publications

### En italien (liste partielle)
- Note e ricerche sugli "Illuminati" e il misticismo rivoluzionario (1789-1800), Roma, Ediz. di Storia e Letteratura, 1960 ; Collana I Classici della Storia, Milano, Luni Editrice, 2018  (ISBN 978-88-7984-624-0).
- Storia degli ebrei italiani sotto il fascismo, Torino, Einaudi, 1961  (ISBN 88-06-13257-1).
- Italia giacobina, Napoli, Edizioni Scientifiche Italiane, 1965.
- Le interpretazioni del fascismo, Bari, Laterza, 1969  (ISBN 88-420-4595-0).
- Il Fascismo. Le interpretazioni dei contemporanei e degli storici, Bari, Laterza, 1970.
- Intervista sul fascismo, a cura di Michael Ledeen, Bari, Laterza, 1975  (ISBN 88-420-5371-6).
- Antologia sul fascismo. Il giudizio storico, Bari, Laterza, 1976.
- D'Annunzio politico. 1918-1938, Bari, Laterza, 1978 ; Collana Classici della Storia, Milano, Luni Editrice, 2019  (ISBN 978-88-798-4660-8).
- Intellettuali di fronte al fascismo. Saggi e note documentarie, Roma, Bonacci, 1985 ; Collana Classici della Storia, Milano, Luni Editrice, 2018  (ISBN 978-88-798-4550-2).
- Il triennio giacobino in Italia, 1796-1799. Note e ricerche, Roma, Bonacci, 1990.
- Rosso e Nero, Milano, Baldini & Castoldi, 1995  (ISBN 88-8089-675-X).
- Fascismo, antifascismo, nazione. Note e ricerche, Roma, Bonacci, 1996.
- Breve storia del Fascismo, introd. Claudio Siniscalchi, con una nota di Folco Quilici, Collezione Le Scie n.47, Mondadori, Milano, 2001.
- Biografia di Mussolini, Einaudi, Torino, VII volumes, 1965-1997.

### En français
- Clefs pour comprendre le fascisme, Seghers, Paris, 1975.

- Le fascisme un totalitarisme à l'italienne ?, préface d'Olivier Milza, traduction de Catherine Brice, Sophie Gherardi-Pouthier et Francesca Mosca, Presse de la fondation nationale des sciences politiques, 1988
- Les Rouges et les Noirs : Mussolini, la République de Salò et la résistance 1943-1945, Georg, 1999 (Rosso e nero, Baldini & Castoldi, 1995).
- Les interprétations du fascisme : essai [« Le interpretazioni del fascismo »]  (trad. de l'italien par Xavier Tabet, préf. Emilio Gentile), Paris, Éditions des Syrtes, 2000, 298 p. (ISBN 2-84545-016-8, présentation en ligne).
- Brève histoire du fascisme, préface de Pierre Milza, traduction de Jérôme Nicolas, Éditions Points, 2009